# Andrej Mikec
Andrej Mikec, avstrijski jezuit in teolog, * 8. oktober 1605, Celovec, † 27. september 1665, Traunkirchen.
Bil je rektor Jezuitskega kolegija v Ljubljani med 15. avgustom 1640 in 1645.